# Songs of Truce
Pour plus de détails, voir Fiche technique et Distribution.
Songs of Truce est un film muet américain réalisé par Colin Campbell et sorti en 1913.

## Fiche technique
- Réalisation : Colin Campbell
- Scénario : Hettie Grey Baker
- Production : William Selig
- Date de sortie : 
  -  États-Unis : 1er juillet 1913

## Distribution
- Hobart Bosworth
- Wheeler Oakman
- Bessie Eyton
- Frank Clark
- Lillian Hayward